# ريشتنبرغ
ريشتنبرغ (بالألمانية: Richtenberg) هي بلدة ألمانية تقع في ألمانيا في مكلنبورغ فوربومرن. يقدر عدد سكانها بـ 1,453 نسمة .